# Knud Leem
Knud Leem, född 13 februari 1697 i Haram, död 27 februari 1774, var en norsk präst och språkvetare.
Leem tog teologisk examen 1715 och studerade därefter ett par år samiska i Trondheim. 1725 blev han missionär i Porsanger, 1728 sockenpräst i Alta-Talvik, och 1734 sockenpräst i Avaldsnes. 1752 blev han titulär professor och föreståndare för det återupprättade Seminarium lapponicum i Trondheim.
Leem skrev de första och länge enda arbetena om de norska samernas språk: en grammatik (1748), en dansk-samisk ordbok (1756) och det omfångsrika Lexicon lapponicum bipartitum (2 band, 1768-1781). Hans stora Beskrivelse over Finnmarkens lapper (1767) är en viktig etnografisk källskrift. Mycket värdefulla är också hans samlingar av norska dialektord, utgivna 1923 av Kjeldeskriftfondet som Professor Knud Leems norske maalsamlingar fraa 1740-aari.